# Rollins in Holland: The 1967 Studio & Live Recordings
Rollins in Holland: The 1967 Studio & Live Recordings ist ein Jazzalbum von Sonny Rollins. Die 1967 entstandenen Aufnahmen erschienen am 27. November 2020 auf Resonance Records.

## Hintergrund
Die Musik auf dem Resonance-Album stammt aus einer wenig dokumentierten Phase in Rollins’ Karriere. Das 1966 bei Impulse! Records erschienene Album East Broadway Run Down war seine letzte Aufnahmesession vor einer Studio-Pause, die bis zum Juli 1972 (Next Album) andauern sollte. In dieser Zeit erfolgten – neben den Sessions in den Niederlanden – lediglich Liveauftritte, wie im September 1968 mit Kenny Drew senior, Niels-Henning Ørsted Pedersen und Tootie Heath in Kopenhagen. Rollins in Holland dokumentiert den damals 36-jährigen Jazzmusiker mit einem Trio  aus Ruud Jacobs (Bass) und Han Bennink (Schlagzeug), analog zu der Besetzung seiner vorangegangenen Alben A Night at the Village Vanguard (Blue Note, 1957), Way Out West (Contemporary, 1957) und Freedom Suite (Riverside, 1958).
Rollins in Holland enthält Material von drei verschiedenen Auftritten des Trios: Erstens ein Konzert am 3. Mai 1967 in der Akademie für Bildende Künste Arnhem, bei dem sich Rollins in ausgedehnten Darbietungen entfaltete, die manchmal die 20-Minuten-Marke überschritten; zweitens, eine Studio-Session am 4. Mai mit vier Titeln, entstanden im VARA Studio in Hilversum und zwei Live-Aufnahmen, die während des Auftritts der Band an diesem Abend in „Jazz met Jacobs“ aufgenommen wurden, einer halbstündigen nationalen NCRV-TV-Show, die vom Go-Go-Club in Loosdrecht präsentiert und von PimJacobs und seiner Frau, der Sängerin Rita Reys, moderiert wurde.
In seinem Aufsatz für die Sammlung stellt der niederländische Jazzjournalist, Produzent und Forscher Frank Jochemsen fest, dass die Aufnahmen der Arnhem-Show (hier mit sorgfältig restauriertem Sound präsentiert) im Laufe der Jahre von niederländischen Jazzfans Hand in Hand weitergegeben wurden Der Rest der Musik wurde erst kürzlich ausgegraben. 2017 wurden die vier Stereospuren von VARA Studio von Jochemsen entdeckt und von Ruud Jacobs und Han Bennink authentifiziert, als sie für das Dutch Jazz Archive (NJA) digitalisiert wurden. Im Jahr 2019 entdeckte Jochemsen auch das Audiomaterial des Auftritts „Jazz met Jacobs“ im niederländischen Jazzarchiv sowie eine Reihe von Fotos, die beim Soundcheck und bei der Live-Übertragung dieser TV-Show aufgenommen wurden. Zu Rollins in Holland gehört auch ein ausführliches Interview von Levy mit Han Bennink und Ruud Jacobs, das ein Jahr vor Jacobs’ Tod im Juli 2019 geführt wurde.

## Titelliste
CD 1
1. Blue Room
2. Four
3. Love Walked In
4. Tune Up
5. Sonnymoon for Two
6. Love Walked In
7. Three Little Words

CD 2
1. They Can’t Take That Away From Me/Sonnymoon for Two
2. On Green Dolphin Street/There Will Never Be Another You
3. Love Walked In
4. Four

## Rezeption
Frank Jochemsen sagte: „Ich finde es eine aufregende Idee, dass von dieser bescheidenen Tour so viel geborgen und dokumentiert wurde und dass die Musik tatsächlich von so hoher Qualität ist. Noch sensationeller ist die Tatsache, dass die ganze Welt es jetzt hören kann. Der großartige Sonny Rollins von seiner besten Seite, begleitet von einem großartigen Rhythmus-Tandem, das mich als Niederländer besonders stolz macht.“ Der Jazzjournalist Aidan Levy, dessen Biographie des Saxophonisten bei Da Capo Books veröffentlicht wird, ergänzte: „Rollins in Holland ist ein klares, immer noch dringendes Argument für Jazz als universelle Kunstform, die Zeit, Ort und Rasse überschreitet. Dies ist Jazz in seiner internationalsten und voneinander abhängigen Form, ohne Grenzen.“
Phil Freeman (Ugly Beauty) lobte, dieses Set sei ein unglaublicher Schatz. Auch sei es erstaunlich, Ruud Jacobs am Bass und Han Bennink am Schlagzeug, den man hauptsächlich für seine Arbeit in Kontexten mit dem ICP (Instant Composers Pool), oder mit Peter Brötzmann, Derek Bailey kenne, hinter einem explorativen, aber immer noch traditionalistischen Bläser wie Rollins zu hören. Eine der Höhepunkte der Mitschnitte ist nach Ansicht des Autors das Bebop-Stück „Tune Up“.
Nach Ansicht von John Fordham (The Guardian) zählt Rollins in Holland zu den besten Jazzalben des Jahres. Zwar sei die Audioqualität schwankend, aber nichts könne darüber hinwegtäuschen, wie spontan kommunikativ diese Einstellungen sind – ein kommunikativer Austausch in den Stücken und lange, zickzackförmige Tenor-Odysseen, die von Musikern begleitet werden, deren Hörvermögen ihrem instrumentalen Flair entspreche.